# Seymour Melman
Seymour Melman (30 de dezembro de 1917 - 16 de dezembro de 2004) foi um emérito professor estadunidense, conhecido pela sua capacidade em engenharia de produção e investigação operacional na Universidade de Columbia.
Ele escreveu intensificadamente por 50 anos sobre "conversão econômica", ordenou a transição da produção militar para a civil por indústrias e instalações militares. Autor de The Permanent Wer Economy e Pentagon Capitalism, ele foi um economista, escritor e o precursor do complexo militar-industrial. Ele também é um dos defensores de uma segunda Revolução Americana.

## Biografia
Nascido em Nova Iorque, ele estudou na escola secundária De Witt Clinton no condado de Bronx e recebeu sua licenciatura pelo Universidade da Cidade de Nova Iorque em 1939. Depois de sua graduação, no mesmo ano, ele recebeu uma bolsa de viagem para a Palestina e Europa, onde ficou até 1940.
Após seu retorno aos Estados Unidos, ele atuou por dois anos como secretário da Federação Sionista do Estudante. Logo após o ataque a Pearl Harbor, ele ingressou para o exército americano como primeiro tenente no corpo de artilharia da costa. Mais tarde, entrou para o Conselho da Conferência Industrial Nacional. Ele se tornou um estudante de graduação na Universidade de Colúmbia em janeiro de 1945, recebendo seu doutorado em economia em junho de 1949. Naquele mesmo ano começou a lecionar na faculdade em que fez a graduação e veio a ser um popular instrutor até sua aposentadoria em 2003. De acordo com o CounterPunch, Melman foi vigiado pelo FBI durante a maior parte de sua carreira, pois seu trabalho criticava o complexo militar-industrial.
Foi ex-presidente da Associação para a Economia Evolucionária, vice-presidente da Academia de Ciências de Nova Iorque, co-presidente da SANE (Comitê para uma sã política nuclear), presidente da Comissão Nacional para a Conversão Econômica e Desarmamento, e participou no projeto Reindustrialização dos Estados Unidos.
Em 1976, apresentou uma conferência da SANE em Nova Iorque sobre "A Corrida Armamentista e a Crise Econômica" e ganhou um memorial na plataforma do Partido Democrata.
Melman morreu na sua casa em Manhattan de aneurisma em 16 de dezembro de 2004.

## Obra
Melman fez parte do círculo de críticos intelectuais com epicentros em várias redes, sendo três principais. A primeira, foi o grupo "Quadro de Referência" (Frame of Reference), conduzido pelo professor da Universidade da Pensilvânia, Zellig Harris. O segundo foi um grupo de críticos escolares da Universidade de Columbia, que incluía Robert S. Lynd, um líder sociólogo dos Estados Unidos. Em terceiro, esteve ligado a uma ampla rede nacional e internacional de alunos e ativistas interessados com o desarmamento, a conversão econômica e a democracia econômica. Onde participou Noam Chomsky, Marcus Raskin, Harley Shaiken, John Ullmann, Lloyd J. Dumas, John Kenneth Galbraith e muitos outros.
O legado do trabalho de Saymour Melman continua através de uma bolsa de estudos e de um programa de pesquisa, com o apoio do Instituto para Estudos da Política, em Washington, D.C. Este apoio é feito através de antigos colegas da rede Reconstrução Econômica.

## Publicações
- 1956. Dynamic factors in industrial productivity. Nova Iorque, Wiley.
- 1958. Decision Making and Productivity.
- 1958. Inspection for Disarmament. Editor.
- 1961. The Peace Race.
- 1962. No Place to Hide Fallout Shelters-Fact and Fiction. Editor.
- 1962. Disarmament; Its Politics And Economics. Editor.
- 1965. Our Depleted Society
- 1968. In the name of America; the conduct of the war in Vietnam by the armed forces of the United States as shown by published reports, compared with the laws of war binding on the United States Government and on its citizens. Com Melvyn Baron e Dodge Ely. Nova Iorque: Clergy.
- 1970. The defense economy; conversion of industries and occupations to civilian needs. Nova Iorque: Praeger.
- 1970. Pentagon Capitalism: The Political Economy of War. Nova Iorque: McGraw-Hill.
- 1971. The war economy of the United States; readings on military industry and economy. Nova Iorque: St. Martin's Press.
- 1983. Profits without Production.
- 1985. The Permanent War Economy: American Capitalism in Decline NY: Simon & Schuster.
- 1988. The Demilitarized Society: Disarmament & Conversion. Montreal: Harvest House.
- 1992. Rebuilding America: A New Economic Plan for the 1990s. Westfield NJ: Open Media.
- 2001. After Capitalism: From Managerialism to Workplace Democracy. Nova Iorque: Knopf. Depois do Capitalismo: Do gerencialismo á democracia no ambiente de trabalho - história e perspectivas. São Paulo: Futura. - Título oficial em português.